# دستجا
دستجا هي قرية في مقاطعة أصفهان، إيران. عدد سكان هذه القرية هو 1,704 في سنة 2006.